# 西里尔·曼戈
西里尔·亚历山大·曼戈（英語：Cyril Alexander Mango，1928年4月14日—2021年2月8日，出生于伊斯坦堡），是一位英国的拜占庭历史、艺术以及建筑方面的学者。他曾在伦敦国王学院与牛津大学任拜占庭及现代希腊语言文学教授。西里尔·曼戈是安德鲁·曼戈的弟弟。
他的主要作品之一是1962年出版的《伊斯坦布尔圣索菲亚大教堂的马赛克》（The Mosaics of St. Sophia at Istanbul），详细介绍了圣索菲亚大教堂的马赛克的历史。

## 生平
1928年4月14日，西里尔·曼戈出生于土耳其的伊斯坦布尔，他的父母分别为阿德莱德·曼戈（Adelaide Mango）和亚历山大（Alexander A.）。1949年，他从圣安德鲁大学毕业，获取硕士学位, 1953年，在巴黎大学获得历史博士学位。1953年，他迎娶了梅布尔·格罗弗（Mabel Grover），但后来婚姻破裂。此后他于1964年又和苏珊·A·格斯特尔（Susan A. Gerstel）结婚，但是这场婚姻告破裂。最终，他于1976年和玛利亚·曼戈结合。他有两个女儿，一个是与梅布尔所生，另一个是与苏珊所生。
他的工作经历包括：
- 哈佛大学，华盛顿特区的敦巴頓橡樹園拜占庭中心，讲师（instructor，1955年−1958年），讲师（lecturer，1958年−1961年），副教授（1961年−1963年），拜占庭考古学教授（1968年−1973年）
- 英国伦敦国王学院，科莱斯现代希腊与拜占庭历史、语言、文学教授（1963年−1968年）
- 英国牛津大学，拜占庭及现代希腊贝沃特与苏富比教授（Bywater and Sotheby Professor of Byzantine and Modern Greek，1973年−1995年）
- 加利福尼亞大學柏克萊分校，拜占庭史客座副教授（1960年−1961年）
- 伦敦文物学会会员，英國國家學術院院士

## 作品
- The Brazen House. A Study of the Vestibule of the Imperial Palace of Constantinople (1959)
- Mosaics of St.Sophia at Istanbul (1962)
- The Treasures of Turkey: The earliest civilizations of Anatolia Byzantium the Islamic Period. Cyril Mango, Ekrem Akurgal, and Richard Ettinghausen (1966), Editions d'Art Albert Skira, Geneva, 253 pp.
- The Art of Byzantine Empire (1972)
- Byzantine Architecture (1976)
- Byzantium: The Empire of New Rome (1980) [2]
- Byzantium and its Image: history and culture of the Byzantine Empire and its heritage (1984)
- Le développement urbain de Constantinople (IVe - VIIe siècles) (1985)
- Studies on Constantinople (1993)
- Hagia Sophia: A Vision for Empires (1997); text by Cyril Mango, photographs by Ahmet Ertuğ
- Chora: The Scroll of Heaven (2000); text by Cyril Mango, photographs by Ahmet Ertuğ
- The Oxford History of Byzantium (2002); edited by Cyril Mango[3]